# دوري كرة القدم الإنجليزي 1894–95
دوري كرة القدم الإنجليزي 1894–95 (بالألمانية: Football League First Division 1894/95) هو موسم من دوري كرة القدم الإنجليزي. أقيم خلال الفترة 1 سبتمبر 1894 وحتى 24 أبريل 1895، وفاز فيه نادي سندرلاند.